# Kyzikos
Koordinaten: 40° 24′ N, 27° 48′ O
Kyzikos (altgriechisch Κύζικος, latinisiert Cyzicus) war eine griechische Stadt an der Südküste des Marmarameers in der antiken Landschaft Mysien; heute Balız bei Erdek in der Provinz Balıkesir (Türkei). Die Stadt lag auf dem Isthmos der Halbinsel Arktonnesos (Kapıdağ) und verdankte ihren Wohlstand dem so entstandenen Doppelhafen und dem großen Territorium.

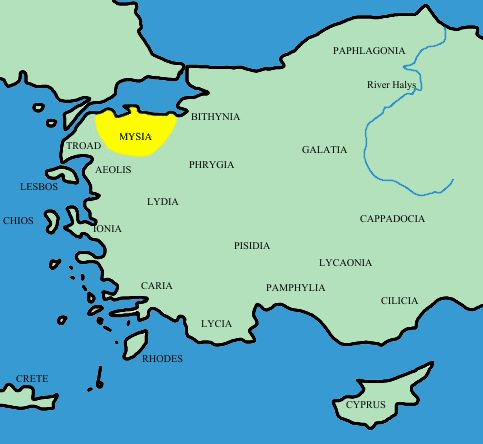
Lage von Mysien

Die Stadt ist nach dem eponymen Gründer Kyzikos benannt, dem König der Dolionen, der angeblich von den Argonauten getötet wurde.

## Geschichte

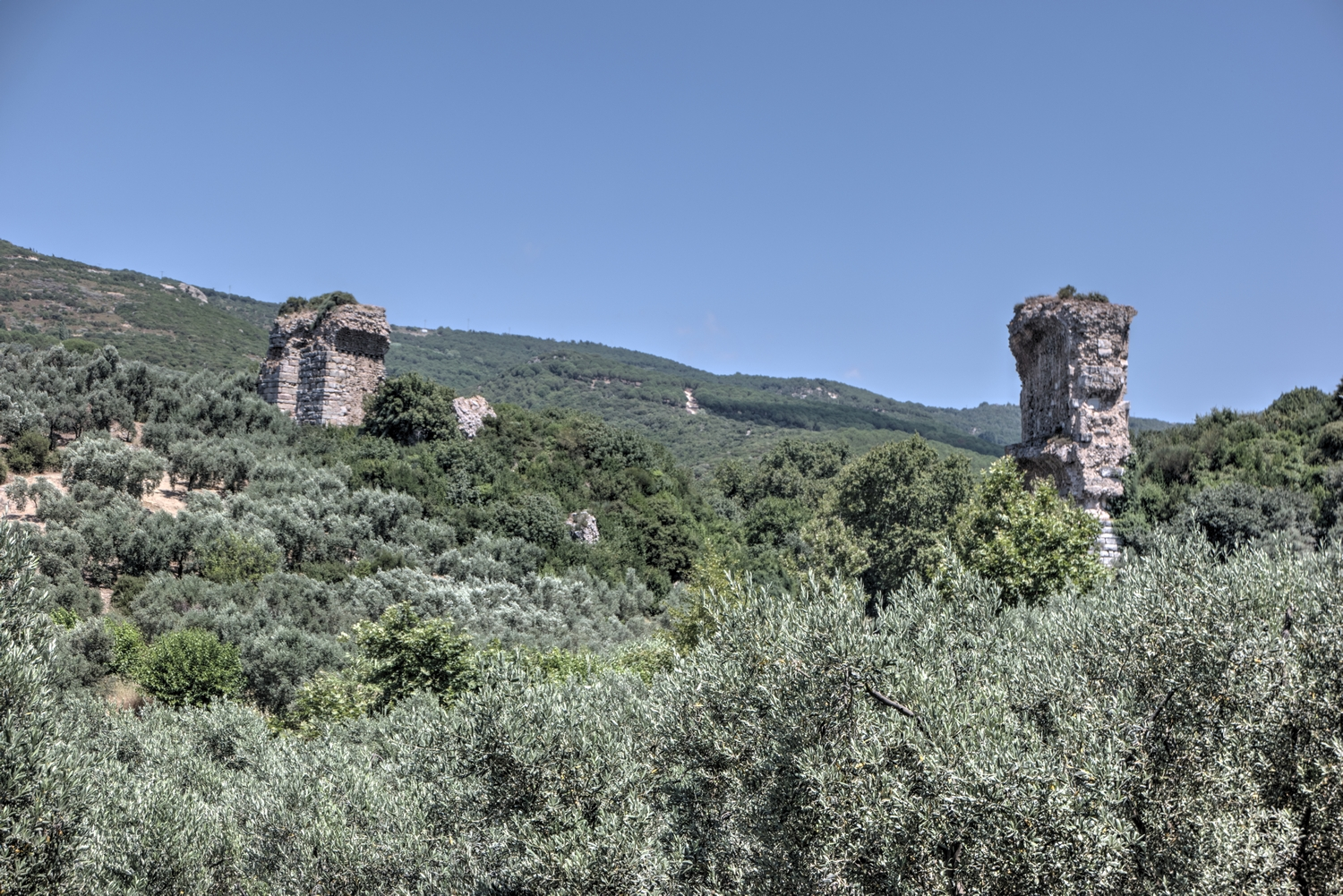
Reste des Amphitheaters

Kyzikos wurde von Siedlern aus Milet gegründet. Die Chronik des Eusebius gibt drei verschiedene Gründungsdaten an, von denen zwei – 756 und 679 v. Chr. – als möglicherweise historisch gelten. Seit dem 5. Jahrhundert v. Chr. spielte die Stadt eine bedeutende Rolle für den thrakischen Seehandel. Die Elektron-Münzen von Kyzikos (Kyzikener) spielten im internationalen Handel vom 6. bis zum 4. Jahrhundert v. Chr. eine wichtige Rolle.
Zunächst wurde die Stadt von Tyrannen unter persischer Herrschaft regiert; später wurde sie Mitglied im Attisch-Delischen Seebund und im 2. Attischen Seebund. Bei Kyzikos fand 410 v. Chr. im Peloponnesischen Krieg eine Seeschlacht statt. Die spartanische Flotte unter Mindaros wurde von der athenischen unter dem Kommando des Alkibiades vollständig vernichtet. Zur Zeit der Diadochen wurde Kyzikos dem Seleukidenreich einverleibt und gehörte zu den Gebieten des Seleukidenreiches, die 190 v. Chr. den Attaliden zugeschlagen wurden. Als Erbteil des pergamenischen Reichs an Rom, fiel auch Kyzikos 130 v. Chr. unter römische Herrschaft.
Im Jahr 74 v. Chr. wurde die Stadt durch Mithridates VI. (Pontos) erfolglos belagert. Sulla, und später von Gnaeus Pompeius Magnus bestätigt, gab ihr nach den Mithridatischen Kriegen den Status einer freien Stadt. Nachdem die Stadt bereits unter Augustus die Freiheit vorübergehend verloren hatte, wurde sie unter Tiberius endgültig der Provinz Asia eingegliedert. Im 4. Jahrhundert errichtete der Patriarch von Konstantinopel eine Kirchenprovinz Cyzicus mit mindestens sieben Bischofssitzen, darunter Miletopolis, ein im 18. Jahrhundert erneuertes Titularbistum der römisch-katholischen Kirche. Die Stadt wurde mehrfach durch Erdbeben schwer getroffen, so unter Hadrian, Antoninus Pius und im Jahr 544 unter Justinian I., schließlich durch die Erdbeben in den Jahren 675 und 1063 n. Chr. vernichtet.
Die Stadt wurde 670 im Zuge der islamischen Expansion von den Arabern vorübergehend erobert und diente ihnen in den folgenden Jahren während der Belagerung Konstantinopels von 674 bis 678 als Flottenbasis.
Kaiser Justinian II. siedelte 690 Bewohner von Zypern nach Kyzikos um. Die Tatsache, dass die überlebenden Umsiedler nach einem Schiffbruch auf dem Transport nach Kyzikos oder besser: der dort neu gegründeten Stadt Nea Justinianopolis nach Zypern zurückkehrten, spricht dafür, dass sie die Insel nicht freiwillig verlassen hatten. Andere Einwohner flohen nach Syrien, um der Umsiedlung zu entgehen.

## Berühmte Einwohner
- Fausta von Kyzikos, Märtyrerin und Heilige
- Agathokles von Kyzikos, Historiker
- Apollodoros von Kyzikos, vorsokratischer Philosoph
- Apollonis, Ehefrau des Attalos I. von Pergamon
- Eudoxos aus Kyzikos, Seefahrer
- Gelasios von Kyzikos, spätantiker Kirchenhistoriker
- Helikon von Kyzikos, Astronom und Mathematiker
- Iaia, Malerin
- Kallippos von Kyzikos, Astronom und Mathematiker